# القلمة (الحديدة)

تعديل مصدري - تعديل

القلمة هي إحدى قرى مديرية حيس، التابعة لمحافظة الحديدة اليمنية، بلغ تعداد سكانها 1832 نسمة حسب الإحصاء الذي جرى عام 2004.
يوجد بها المسجد القديم والذي يتراوح قدمه إلى عام 1890م 
والذي بناه سعيد بن سعيد العدني